# シナモン

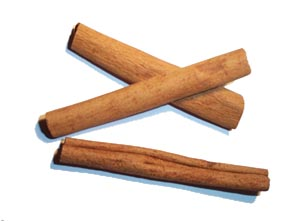
シナモンスティック

シナモン（英: cinnamon）は、ニッケイ属（肉桂属、Cinnamomum）の複数の樹木の内樹皮から得られる香辛料を指す。世界的に多く流通するカシア（シナニッケイ）や、日本で「ニッキ飴」の名称で知られる肉桂（にっけい、にっき）などが含まれる。
生物学種は、スリランカや南インドなど熱帯地方原産のセイロンシナモン（錫蘭肉桂、Cinnamomum verum、Cinnamomum zeylanicum）、中国やインドシナ原産のカシア（支那肉桂、Cinnamomum cassia、Cinnamomum aromaticum）、ニッキ（肉桂、Cinnamomum sieboldii）などを指す。
特徴的な芳香成分は、シンナムアルデヒドやオイゲノール、サフロールなど。香り高いことから『スパイスの王様』と呼ばれることもある。
カシアの樹皮は、桂皮（ケイヒ）と呼ばれる生薬として、多くの漢方剤に処方されているが、現代の研究では西洋医学的に重要な薬効や治療効果の証拠を見つけることができていない。
シナモンの安全性について、古くからスパイスとして用いられ、一般的な使用において問題はない。しかし過剰摂取について、カシアに多く含まれるクマリンは肝機能障害を引き起こす可能性があり、長期間のグラム単位の摂取には注意が必要である。

## 概要

### 利用史
世界最古のスパイスともいわれ、紀元前4000年ごろからエジプトでミイラの防腐剤として使われ始めた。また、紀元前6世紀頃に書かれた旧約聖書の『エゼキエル書』や古代ギリシアの詩人サッポーの書いた詩にもシナモンが使われていたことを示す記述がある。
中国では後漢時代（25年-220年）に書かれた薬学書『神農本草経』に初めて記載されている。
日本には8世紀前半に伝来しており、正倉院宝物の中にもシナモンが残されている（「桂心」という名称で、薬物として奉納されたもの）。しかし樹木として日本に入ってきたのは江戸時代の享保年間のことであった。

### 香辛料
香辛料としてのシナモン（シンナモンとも）は上記のシナモンの樹皮をはがし、乾燥させたもの。独特の甘みと香り、そしてかすかな辛味がありカクテル、紅茶、コーヒー等の飲料や、アップルパイ、シナモンロールなどの洋菓子の香り付けに使われる。南アジア、中東、北アフリカでは料理の香りづけに頻繁に用いられる。インド料理の配合香辛料ガラムマサラの主要な成分でもある。インドのチャイの香りづけにもかかせない。
粉末状に加工したいわゆるシナモンパウダーのほか、樹皮のまま細長く巻いた形のシナモンスティック（カネール（フランス語: cannelle）とも）が広く流通する。

## 語源
「シナモン」という言葉はその中茶色をも指す。シナモンは複数の植物種とそれらの一部が作り出す商業的香辛料の名称である。それらは全てクスノキ科のニッケイ属 (Cinnamomum) に属する 。数種のニッケイ属植物のみが香辛料のために商業的に育てられている。セイロンニッケイ (Cinnamomum verum) は「真のシナモン」と見なされることもあるが、国際通商におけるほとんどのシナモンはその近縁種のシナニッケイ (Cinnamomum cassia) に由来する。シナニッケイ由来の香辛料はカシア (cassia) とも呼ばれる。
15世紀から英語に実際の用例が確認できる英単語の"cinnamon" は、ギリシア語のκιννάμωμον (kinnámōmon) からラテン語及び中世フランス語を経て取り入れられた。ギリシア語の単語はフェニキア語からの借用語であり、これは近縁関係にあるヘブライ語の単語 קינמון (qinnamon) と似ていた。西暦1000年頃に英語で初めて記録された「カシア cassia」という名称はラテン語からの借用であり、突き詰めていくと「樹皮を剥ぐ」という意味のヘブライ語の動詞 qātsaʿ の一形態である q'tsīʿāh に由来する。
初期近代英語は canel および canellaという名称も使った。これらは複数の欧州言語におけるシナモンの現在の名称と似ており、ラテン語の単語cannella（管を意味するcannaの指小辞形）に由来する（樹皮が乾燥すると丸まることから）。

## 歴史

### 古代史
シナモンは大昔から知られている。早ければ紀元前2000年にエジプトへ持ち込まれたが、中国からもたらされたと報告している者らはシナモンとカシアを混同している。シナモンは古代国家で非常に高値で取り引きされており、統治者や神への贈り物と見なされた。刻まれた碑文には、シナモンとカシアがミレトスにあるアポロンの神殿へ贈られたことが記録されている。シナモンがどこから来るかについては地中海世界では何世紀にもわたって香辛料貿易を行う仲買人によって市場の独占を守るために秘密にされていたが、シナモンはインド、スリランカ、バングラデシュ、ミャンマー原産である。
「Kasia カシア」に関する最初のギリシャでの言及は紀元前7世紀のサッポーによる詩で見られる。ヘロドトスによれば、シナモンとカシアはどちらも香や没薬、ラブダナムと共にアラビアで育ち、翼のあるヘビによって護られていた。
エジプトの香、キフィにはヘレニズムの時代以降、シナモンとカシアが含まれていた。ギリシャ人統治者らから神殿への贈り物にはカシアとシナモンが含まれていることもあった。古代エジプトでは、シナモンはミイラに香気を満たす（防腐処置を施す）ために使われていた。
シナモンはアラビア半島に冬の貿易風を利用して「かじも帆も櫂もない筏」で持ってこられた。大プリニウスもワインのための香り付けとしてカシアに言及している。
大プリニウスによれば、1ローマン・ポンド (327g) のカシア、シナモン、またはserichatumは最大300デナリウスの値が付いた。これは10か月の労働の賃金と同じであった。ディオクレティアヌスの最高価格令（紀元前301年）は1ポンドのカシアに125デナリウスの価格を与えているが、農業労働者の1日の賃金は25デナリウスであった。シナモンはローマでは火葬用の薪に一般的に使うには高価過ぎたが、皇帝ネロは西暦65年に行われた妻ポッパエア・サビナの葬儀のために都市の一年分に相当するシナモンを燃やしたと言われている。
マラバトゥルム (Malabathrum) の葉は、古代ローマの料理書『アピキウス』において、料理や牡蠣のためのキャラウェイソースに使われる油を蒸留するために使われている。同書によれば、マラバトゥルムは香辛料の中でもよい厨房が備えていなければならないものである。

### 中世
中世を初めから終わりまで、シナモンの源は西洋世界では謎であった。ヘロドトスを引用したラテン語の著作家を読むことで、ヨーロッパ人はシナモンが紅海を上ってエジプトの貿易港に達することを学んだが、どこからやって来るかについては決して明らかでなかった。ジャン・ド・ジョアンヴィルが1248年の十字軍においてフランス王ルイ9世に同行しエジプトへ向かった時、彼は「シナモンはナイル川の水源の外の世界の縁（すなわちエチオピア）で網ですくい上げられる」と教えられた（そして自身で考えた）と記録した。マルコ・ポーロはこの話題について正確な言及を避けた。ヘロドトスやその他の著者らはアラビアをシナモンの源とした。彼らは、シナモンの木が育つ未知の土地から巣を作るためにシナモンスティックを集める巨大なシナモン鳥とこのスティックを得るために策略を使うアラブ人について物語った。大プリニウスは1世紀に、貿易商が値を釣り上げるために作った話だと記したが、この物語はビュザンティオンにおいて1310年まで語り継がれていた。
シナモンがスリランカで育つという最初の言及は1270年頃のザカリーヤー・カズウィーニーの『Athar al-bilad wa-akhbar al-‘ibad 諸国の遺跡と神の僕の記録』にある。その後すぐ、ジョヴァンニ・ダ・モンテコルヴィーノの1292年頃の書簡にもこのことが記されている。
インドネシアの筏はモルッカ諸島から東アフリカまでシナモンを直接輸送し（ラプタを参照）、その後地元の商人が北へ、エジプトのアレクサンドリアまで運んだ。イタリアからのヴェネツィア人商人がヨーロッパにおける香辛料取引を独占していた。マムルーク朝やオスマン帝国といったその他の地中海勢力の台頭によるこの貿易の崩壊は、ヨーロッパ人がその他の交易路のためにアジアへと足を延ばすことになった主要な要因の一つであった。

### 近世前期
1500年代の間、フェルディナンド・マゼランはスペインを代表して香辛料を探索し、フィリピンにおいてスリランカ産のシナモンCinnamomum verumと近縁のCinnamomum mindanaenseを発見した。このシナモンは後に（ポルトガルが権益を握っていた）スリランカ産シナモンと競い合うようになった。
1638年、オランダ商人がスリランカにおいて交易所を設立し、1640年までに工場の支配権を握り、1658年までに残っていたポルトガル人を追放した。オランダ人船長は「島の海岸はシナモンで埋め尽くされていて、これは東洋で最高の品である。島の風下にいたならば、海に出て8リーグまでシナモンの香りを嗅げる」と記している:15。オランダ東インド会社は野生のシナモンの収穫方法の見直しを続け、結局は自身の木の栽培を始めた。
1767年、イギリス東インド会社のブラウン卿はケーララ州カンヌール地区のアンジャラカンディーの近くにアンジャラカンディーシナモン農園を開き、この農園はアジアで最大のシナモン農園となった。イギリスは1796年にオランダを抑えてセイロンを支配した。

## 栽培

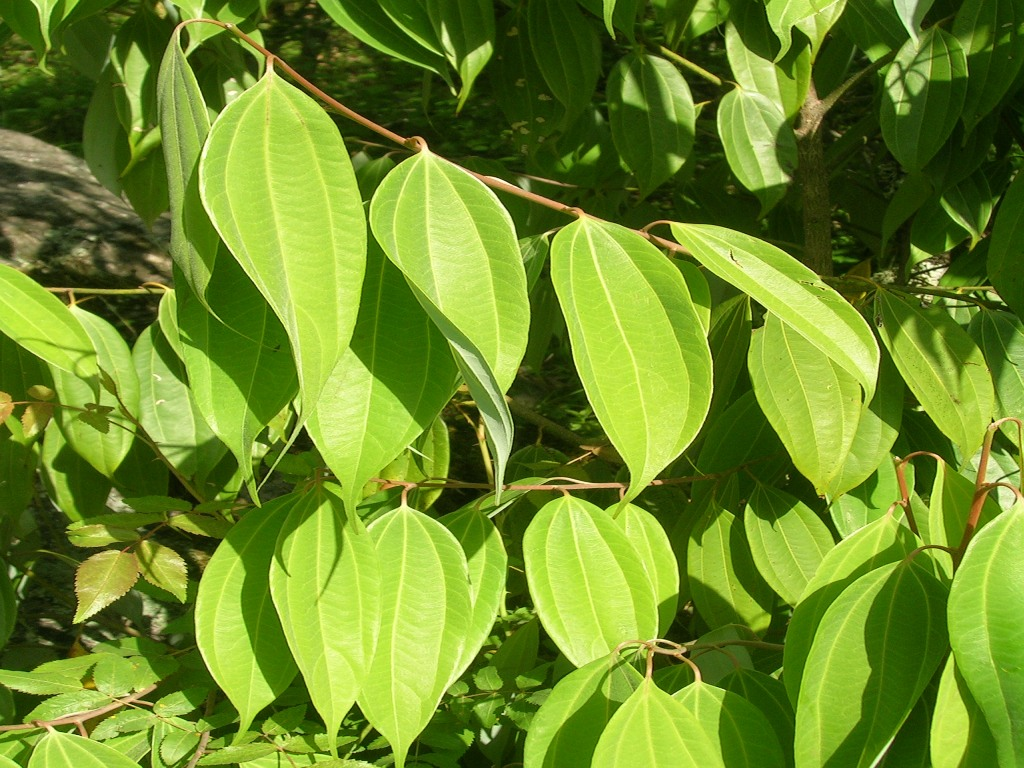
野生のシナモンの木の葉

シナモンは常緑樹で、卵形の葉、厚い樹皮、液果（ベリー）が特徴である。香辛料を収穫する際は、樹皮と葉が主な使用部位である。シナモンは2年間栽培された後、刈り取られる、すなわち幹を地表面の高さまで切る。翌年、たくさんの新しい芽が切り株から生える（萌芽更新）。Colletotrichum gloeosporioidesやDiplodia spp.、Phytophthora cinnamomiといった多くの疫病菌がシナモンの成長に影響を与えうる。
幹は収穫後、内樹皮が乾燥しないうちに素早く処理しなければならない。刈り取られた幹は外樹皮を削り取ることで処理され、次に内樹皮をほぐすために枝をハンマーでむらなく叩き、次に内樹皮は長いロール状に取り外される。わずか0.5 mm (0.02 in)の内樹皮が使用される。外側の木質部は廃棄され、内樹皮は乾燥によって長さ数メートルのシナモンの切れは丸まる。処理済み樹皮は4から6時間完全に乾かされ、換気がよく比較的暖い環境に置かれる。乾燥するとすぐに、樹皮は売買のために長さ5から10 cmに切られる。理想的とは言えない乾燥した環境は樹皮中の有害生物の増殖を促し、そうなると燻蒸消毒処理が必要となる。燻蒸された樹皮は未処理樹皮と同じ高品質とは見なされない。

### 種
数多くの種がシナモンとして売られている。
- シナニッケイ Cinnamomum cassia（カシアまたはチャイニーズシナモン、最も一般的な大量生産品）
- インドグス（英語版） C. burmannii（コリンチェ Korintje、パダンカシア、インドネシアシナモン）
- C. loureiroi（英語版）（サイゴンシナモン、ベトナムカシア、ベトナムシナモン）
- セイロンニッケイ C. verum（スリランカシナモン、セイロンシナモン）
- C. citriodorum（英語版）（マラバルシナモン）
- タマラニッケイ C. tamala（インドシナモン）

カシアは強くピリッとした香りで、パンを焼く条件に適しているため、パン焼き（特にシナモンロール）によく使われる。カシアの中で、チャイニーズシナモンは一般的に色は中くらいから明い赤茶色で、質感は堅く木質で、全ての樹皮層が使われているため他より厚い（厚さ2-3 mm）。薄い内樹皮のみが使われるセイロンシナモンは、より明るい茶色で、よりきめ細かく、より低密度で、よりもろい質感である。セイロンシナモンはカシアよりも繊細で香りが良いと考えられており、調理の間にその香りを失いやすい。
セイロンニッケイ中のクマリンの量は、カシアよりもかなり低い。
これらの種の樹皮は肉眼で見える特徴と微細な特徴の両方で容易に区別できる。セイロンシナモンのスティック（クイル）は多くの薄い層を持ち、コーヒー・グラインダーなどを使って簡単に粉にすることができるが、カシアのスティックはより堅い。インドネシアシナモン（インドグス）は厚い一つの層から作られた整ったクイルとしてしばしば売られており、コーヒー・グラインダーに損傷を与えうる。サイゴンシナモン（C. loureiroi）とシナニッケイ（C. cassia）は、樹皮がクイルに巻ける程柔軟ではないため、常に厚い樹皮の破片として売られている。
粉末にされた樹皮は識別がより困難だが、ヨードチンキで処理すると純粋なセイロンシナモンではほとんど影響が見られないのに対して、チャイニーズシナモン（カシア）は藍色に呈色する。

### 格付け
スリランカの格付け方式はシナモンクイルを4つのグループに分けている。
- Alba: 直径6 mm (0.24 in)未満
- Continental: 直径16 mm (0.63 in)未満
- Mexican: 直径19 mm (0.75 in)未満
- Hamburg: 直径32 mm (1.3 in)未満

これらのグループは詳しい格付けにさらに分けられる。例えば、Mexicanはクイルの直径とキログラム当りのクイルの数によって、M00 000 special、M000000、M0000に分けられる。
長さ106 mm未満の樹皮片はクイリング（quillings）として分類される。フェザリング（featherings）は小枝とねじれた茎のの内樹皮である。チップ（chips）はクイルを刈り落としたかけら、分離できなかった外樹皮と内樹皮、小さな小枝の樹皮である。

## 生産
| シナモン生産 – 2014                                   |          |
| 国                                                    | （トン） |
| インドネシア                                          | 91,400   |
| 中国                                                  | 71,146   |
| ベトナム                                              | 31,674   |
| スリランカ                                            | 16,766   |
| 世界                                                  | 213,678  |
| 出典: 国際連合食糧農業機関統計データベース（FAOSTAT） |          |

インドネシアと中国が世界のシナモン生産の76%を占めている。2014年、シナモンの世界生産量は213,678トンで、4か国が合わせて世界の99%を占める : インドネシア（43%）、中国（33%）、ベトナム（15%）、スリランカ（8%）。

## 食品用途

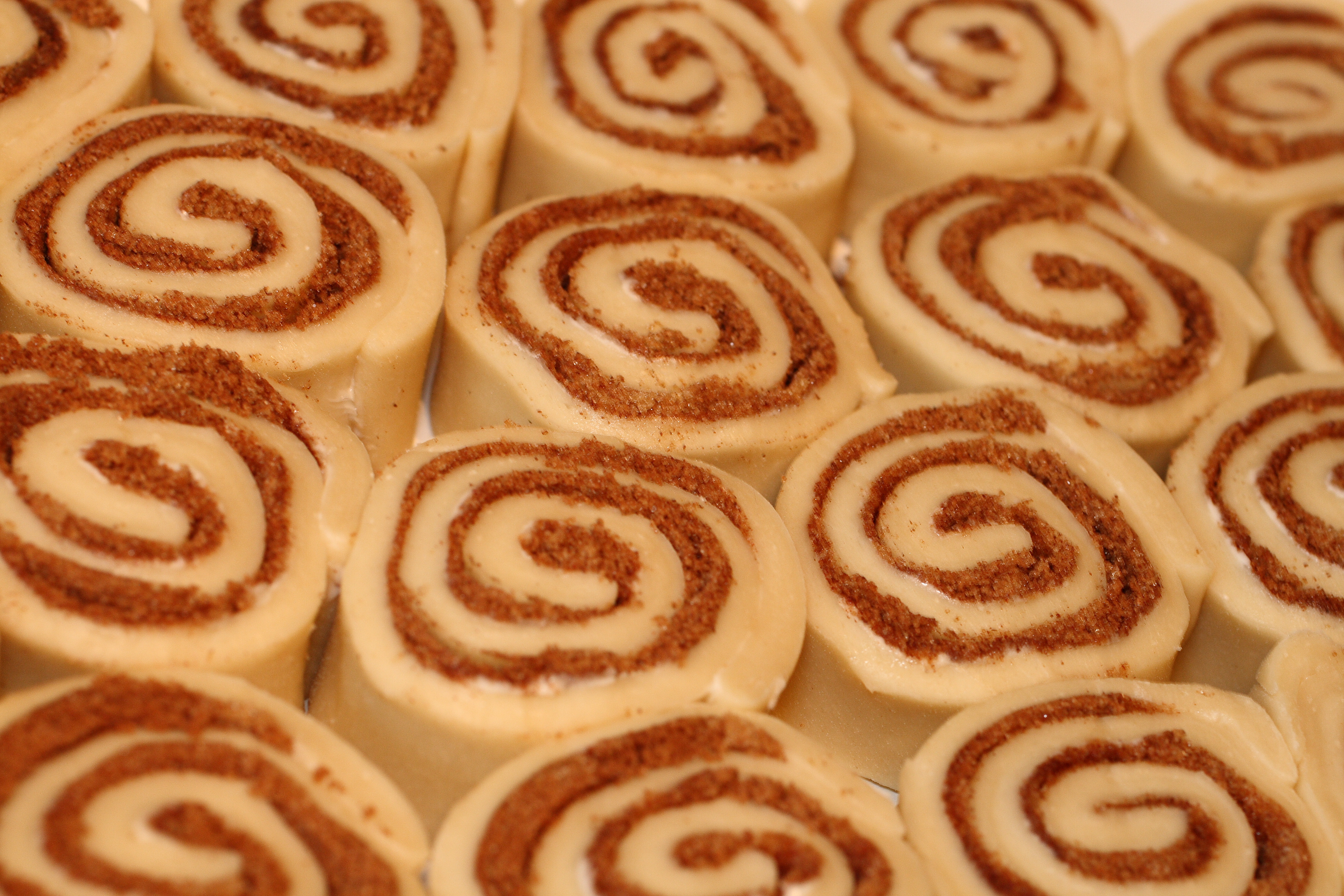
加熱していないシナモンロールのバンズ

シナモン樹皮は香辛料として使われる。シナモンは薬味や調味料として料理で主に利用される。特にメキシコではチョコレートの製造に使われる。シナモンは鶏肉や羊肉の塩味の料理でもよく使われる。米国では、シナモンと砂糖がシリアル、パンを使った料理（トースト、シナボンなど）、フルーツ（特にリンゴ）の風味付けのためによく使われ、あらかじめ混合したシナモンシュガーも市販されている。トルコ料理でも甘い料理と塩味の料理の両方で使われる。シナモンはピクルスやエッグノッグといったクリスマスの飲み物にも使われる。シナモンパウダーはペルシャ料理の風味を強めるための重要な香辛料であり、様々な濃いスープ、飲み物、甘い食べ物に使われる:10–12。
日本においても江戸時代頃から菓子などで利用されており、八ツ橋やニッキ水などがその主たるものである。岐阜県のニッキ寒天や肉桂餅、香川県の梅ゲ枝やおいり、和歌山県の牟婁郡、鹿児島県のけせん団子、青森県のうんぺい餅など郷土菓子の風味付けとしても全国各地に伝播した。また1998年にシナモンロールブームが訪れ、1999年には東京都武蔵野市吉祥寺にてハワイの人気店「シナボン」1号店が開店（いちど閉店したが、2015年再上陸）。コーヒーチェーン店のスターバックスでは香辛料のサービスとして常時提供されるなど、幅広いバリエーションで現在も広く親しまれている。

## 栄養
挽いて粉末にしたシナモンは11%の水、81%の炭水化物（53%の食物繊維を含む）、4%のタンパク質、1%の脂質からなり、ビタミンK、カルシウム、鉄、ビタミンB6、ビタミンE、マグネシウム、亜鉛などが含まれている（表を参照）。

## 風味、芳香、味
シナモンの風味は、その組成の0.5から1%を構成する香りの良い精油によるものである。この精油は樹皮を粗くたたいて粉々にし、海水中で浸軟し、次に全体を素早く蒸留することで調製される。精油はしばしば明い黄色をしており、熟成（老化）すると酸素との反応によって色は暗くなり、樹脂状化合物が形成される。
シナモンの成分にはオイゲノールなどおよそ80種類の化合物が含まれる。

### アルコールの香料
シナモンはファイアボールシナモンウイスキーといった数多くのアルコール飲料の人気のある香料である。
シナモンと蒸留アルコールから作られ「シナモンリキュール」と呼ばれるシナモンとブランデーの混合飲料はギリシャの一部で人気である。ヨーロッパで人気のあるこういった飲料としては、メイワイン（クルマバソウで香り付けした白ワイン）やズブロッカ（セイヨウコウボウで香り付けしたウォッカ）がある。

## 生理作用
古代には抗利尿作用がある整腸剤として頻尿の治療にも使用された。
伝統医学で使われた長い歴史がある。カシアの樹皮は桂皮（ケイヒ）と呼ばれる生薬であり、日本薬局方にも収録されている。温熱の作用があるとされ、十全大補湯、八味丸など、多くの方剤に処方されている。
シナモンは、in vitro（試験管内で）や実験動物を用いた多くの基礎研究で、糖尿病予防への可能性が示唆された。しかし、人を対象とした研究では、血糖値の低下とHbA1cに対する一貫性のない効果が報告されている。レビューのうち4件が血糖値の低下を報告し、2件のみがHbA1cの低下を報告し、1件はどちらの値にも変化がなかったと報告した。しかし試験で使用したシナモンの種類や植物のどの部分が使われたのか不明なことが多いため、研究結果の解釈は困難である。コクランレビューは、プラセボ（偽薬）と比較して効果に差がないことは明らかとし、1型または2型糖尿病に対するシナモンの使用を支持する十分な証拠はないと結論付けている。アメリカ国立補完統合衛生センター（NCCIH）は、人を対象とした研究は、どのような健康状態に対してもシナモンを使うことを支持していないと述べた。
シナモンの体重減少に対する効果や、コレステロールや関連脂質の血中濃度をコントロールする効果は不明である。過敏性腸症候群への効果についても十分な証拠がない。
アメリカ食品医薬品局（FDA）は、疾患の予防、治療効果があるなど虚偽の表示を行ったシナモンなどを含む製品に警告を発し、リコール情報を公開している。

## 毒性
シナモン、特にカシアはクマリンを多く含むため、長期間の過剰摂取により肝障害を引き起こす可能性がある。セイロンシナモンはクマリンの含量が少ないが、多くの製品は主にカシアを使用している。
2008年、欧州食品安全機関（EFSA）はクマリンの毒性を考慮し、クマリンの最大推奨耐容一日摂取量（TDI）を0.1 mg/kg体重と発表した。この評価に基づいて、欧州連合（EU）は食品中の最大クマリン含量のガイドラインを、季節料理の生地1 kg中50 mg、毎日摂取する焼いた食品1 kg中15 mgに定めた。
東京都は2007年度に、シナモンスパイスやシナモンを含む食品中のクマリンの含有量の実態調査を行っており、シナモンスパイス1g中のクマリンはカシア0.3 - 6.7(平均3.26)mg、セイロンシナモン0.01 - 0.017(平均0.014)mgであった。スパイスや食品として摂取する限り健康被害が生ずる量にはならないが、サプリメントから摂取すると耐容一日摂取量を超える可能性を指摘している。
欧州やアメリカの研究でも、品種や製品によりクマリンの量がかなり異なることが示されている。
|                                            | Cinnamomum cassia(カシア)                                        | Cinnamomum verum(セイロンシナモン)                 |
| ------------------------------------------ | ---------------------------------------------------------------- | -------------------------------------------------- |
| シナモン1 g中のクマリン (mg)               | 0.082 mg – 12.18 mg（欧州） 0.3 mg – 6.7 mg、平均3.26 mg（東京） | 0.007 mg – 0.9 mg 0.01 mg – 0.017 mg、平均0.014 mg |
| 体重50 kgでのクマリン耐容一日摂取量（TDI） | 5.0 mg                                                           | 5.0 mg                                             |
| 体重50 kgでのシナモン耐容一日摂取量（TDI） | 0.4 g – 58.8 g 0.92 g – 16.8 g、平均1.5 g                        | 5.6 g – 714.3 g 294 g – 500 g、平均364.6 g         |

## 画像集

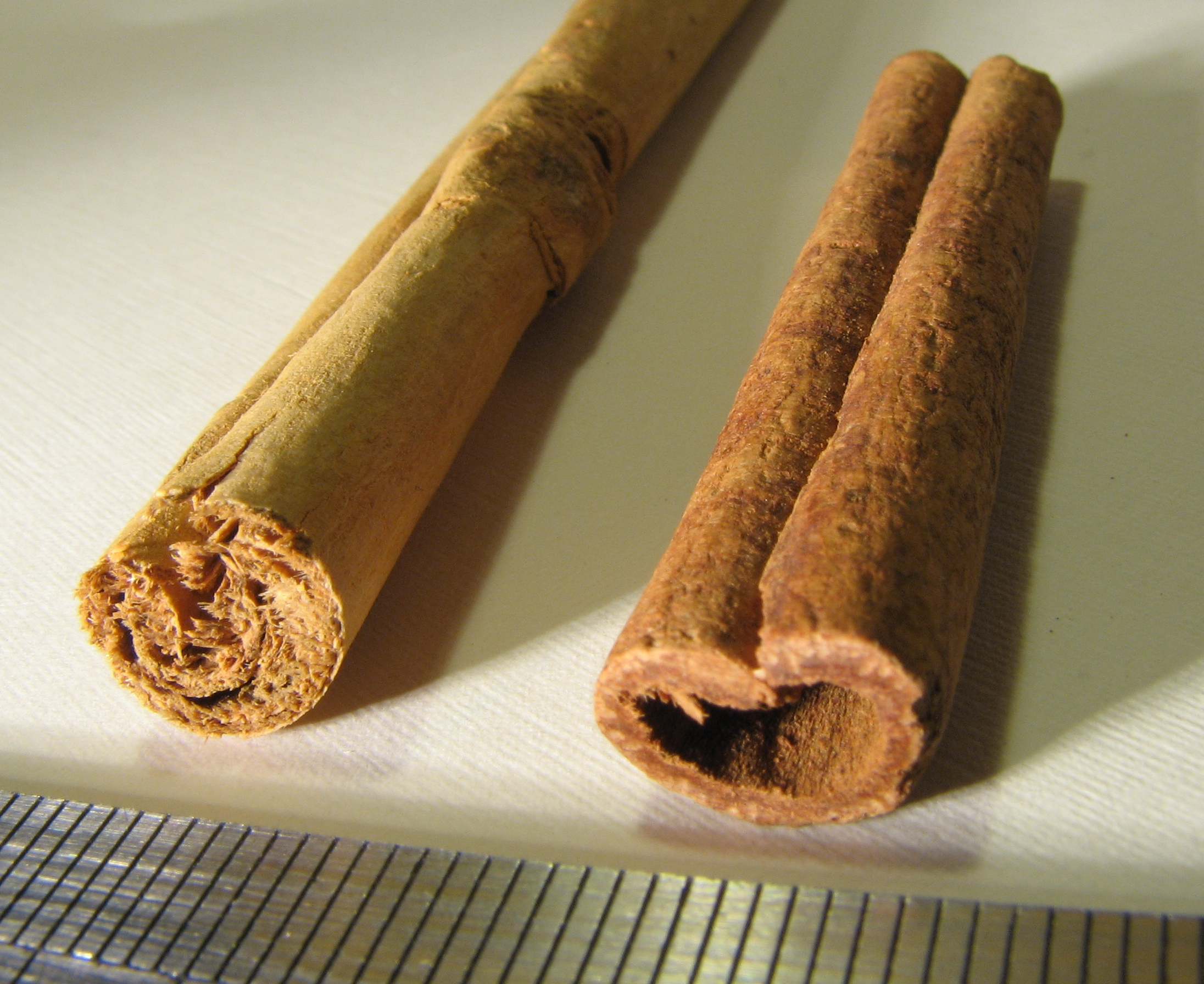
セイロンシナモン（Cinnamomum verum、左）とインドネシアシナモン（Cinnamomum burmannii、右）のクイル
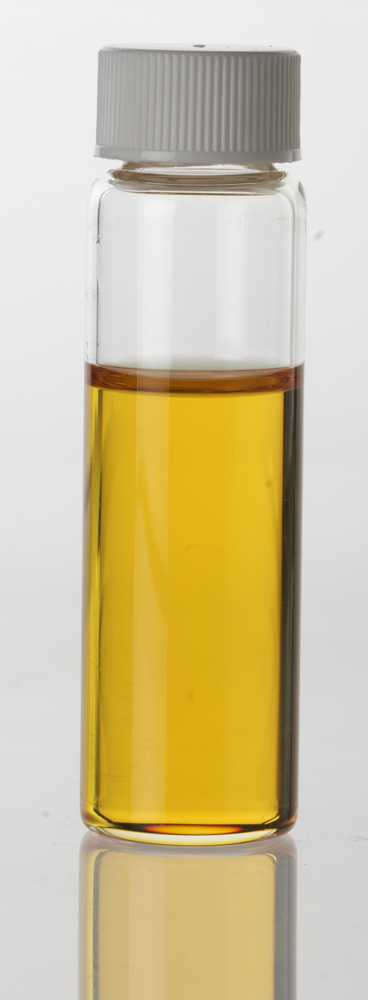
シナモン樹皮から調製された精油
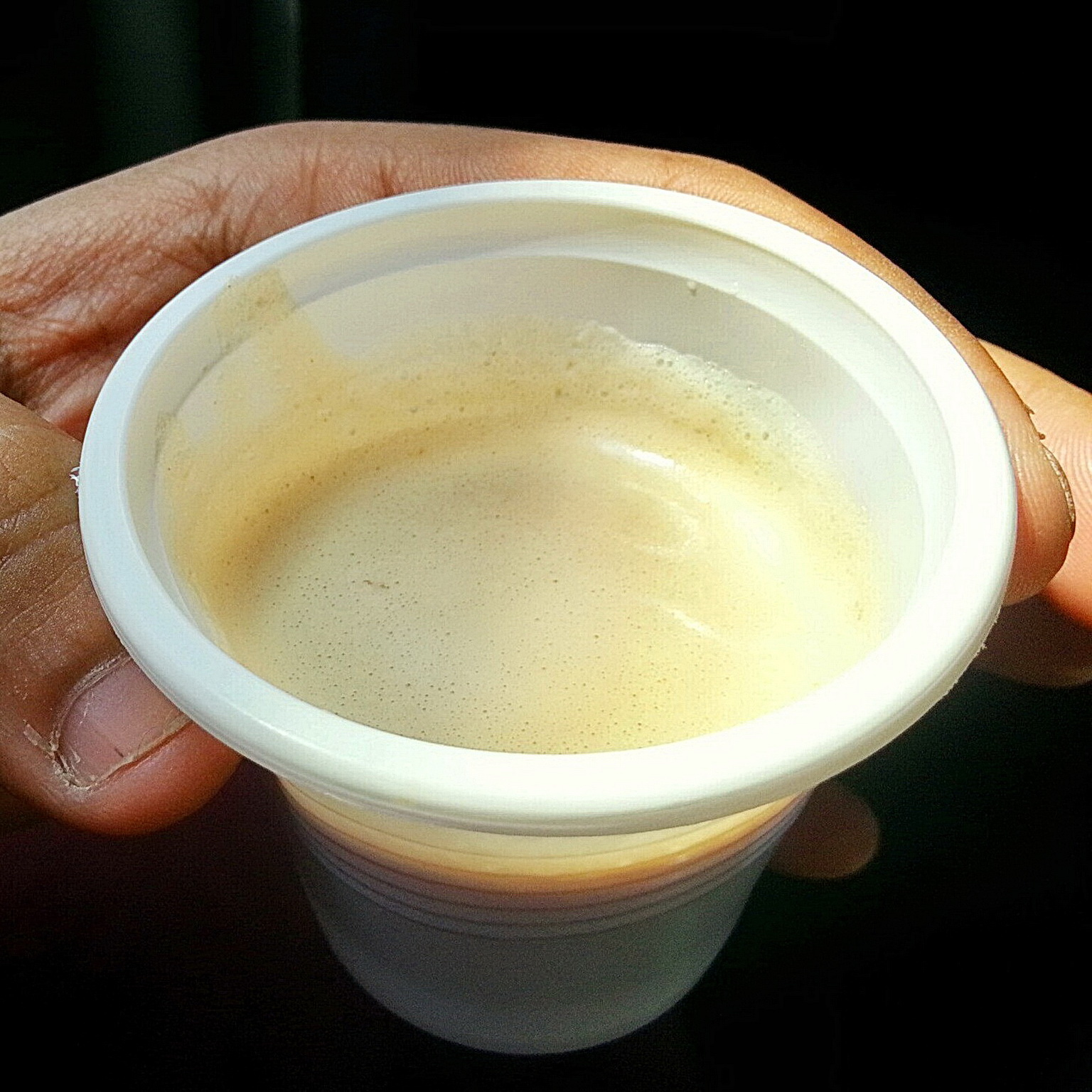
香料や香辛料としての使用に加えて、シナモンフレーバーティーが温かい飲み物として消費されている
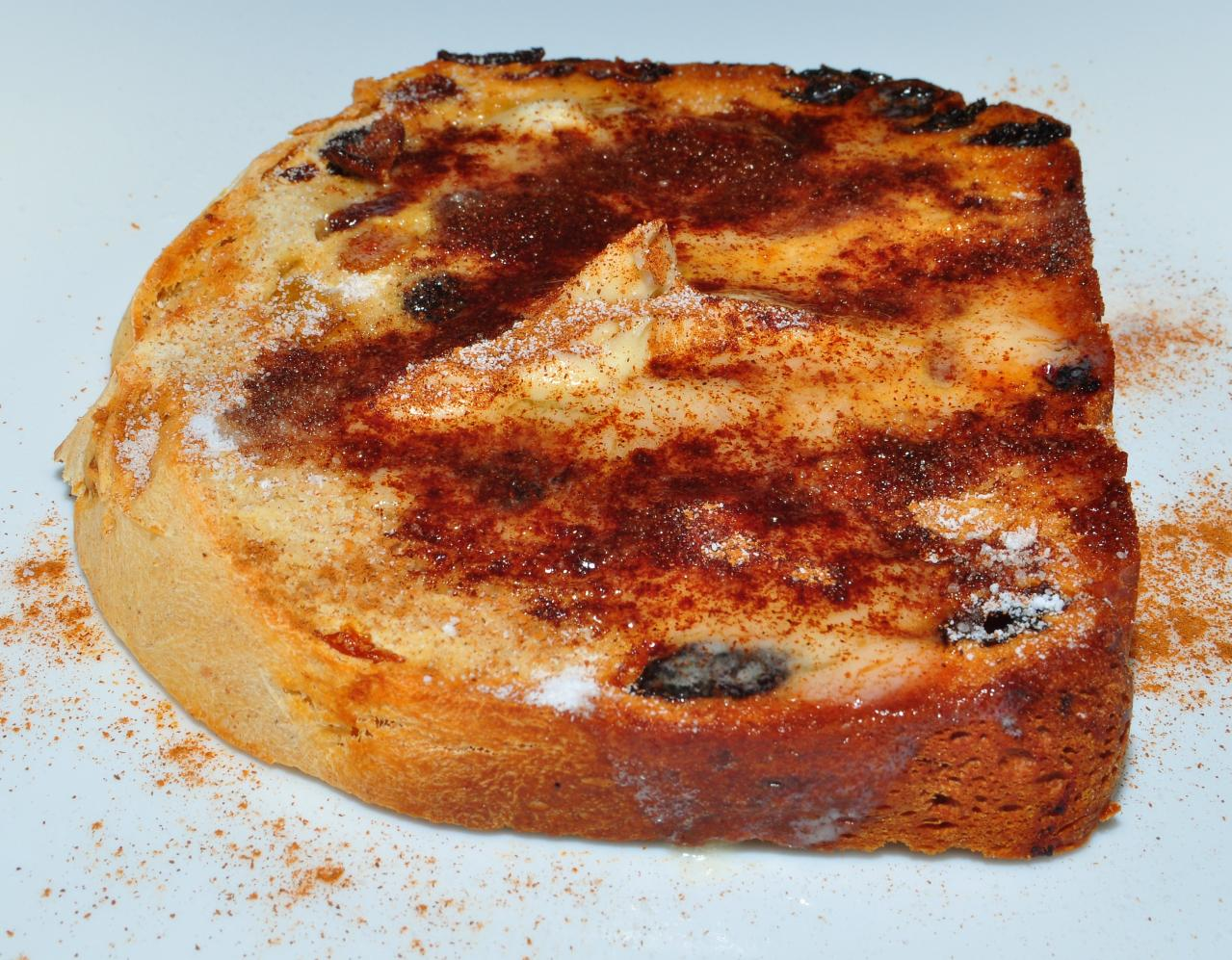
シナモントースト